# آلتو تاجو
آلتو تاجو (به اسپانیایی: Parque natural del Alto Tajo) یک جنگل در اسپانیا است که در کاستیا-لامانچا واقع شده‌است.